# Marrocos Tennis Tour – Marrakech
O Marrocos Tennis Tour – Marrakech é uma competiçõo de tênis masculino, realizado em piso de saibro, válido pelo ATP Challenger Tour, em Marrakech, Marrocos.

## Edições

### Simples
| Ano  | Campeão           | Vice-Campeão             | Placar           |
| ---- | ----------------- | ------------------------ | ---------------- |
| 2012 | Martin Kližan     | Adrian Ungur             | 3–6, 6–3, 6–0    |
| 2011 | Rui Machado       | Maxime Teixeira          | 6–3, 6–7(7), 6–4 |
| 2010 | Jarkko Nieminen   | Oleksandr Dolgopolov Jr. | 6–3, 6–2         |
| 2009 | Marcos Daniel     | Lamine Ouahab            | 4–6, 7–5, 6–2    |
| 2008 | Gaël Monfils      | Jérémy Chardy            | 7–6(2), 7–6(6)   |
| 2007 | Younes El Aynaoui | Peter Luczak             | 6–2, 6–4         |

### Duplas
| Ano  | Campeões                               | Vice-Campeões                            | Placar            |
| ---- | -------------------------------------- | ---------------------------------------- | ----------------- |
| 2012 | Martin Kližan Daniel Muñoz-de la Nava  | Iñigo Cervantes Huegun Federico Delbonis | 6–3, 1–6, [12–10] |
| 2011 | Peter Luczak Alessandro Motti          | James Cerretani Adil Shamasdin           | 7–6(5), 7–6(3)    |
| 2010 | Ilija Bozoljac Horia Tecău             | James Cerretani Adil Shamasdin           | 6–1, 6–1          |
| 2009 | Rubén Ramírez Hidalgo Santiago Ventura | Alberto Martín Daniel Muñoz-De La Nava   | 6–3, 7–6(5)       |
| 2008 | Frederico Gil Florin Mergea            | James Auckland Jamie Delgado             | 6–2, 6–3          |
| 2007 | Tomáš Cibulec Jordan Kerr              | Leoš Friedl Michal Mertiňák              | 6–2, 6–4          |